# Compartimenteringsdijk
Een compartimenteringsdijk is een binnendijk die een polder in meerdere delen splitst. Het is dus een dijk met aan beide zijden land. 
In sommige gevallen wordt gelijk met de aanleg van de polder zo'n compartimenteringsdijk aangelegd, zoals de Knardijk die Flevoland in twee delen splitst. In eerste instantie was dit de zuidelijke dijk van Oostelijk Flevoland. Soms wordt een compartimenteringsdijk pas later aangelegd, omdat men het risico te groot vindt dat bij dijkdoorbraak de gehele polder kan onderlopen. Een voorbeeld hiervan is de Delingsdijk op Schouwen-Duiveland. Deze dijk is na de stormvloedramp van 1953 aangelegd, omdat men toen gezien had dat er bij dijkdoorbraak een te groot oppervlak onder water kwam, waardoor het dichten van de dijkgaten heel gecompliceerd werd.
In het kader van het streven naar meerlaagse veiligheid kan het aanleggen van compartimenteringsdijken een bijdrage aan de veiligheid leveren, de wetgeving van na 2017 maakt het mogelijk om dit te doen.
Een bijzonder soort compartimenteringsdijk is de defensiedijk. Deze dijk wordt in een polder aangelegd, om een deel van die polder te kunnen inunderen voor het instellen van een waterlinie. Voorbeelden hiervan zijn de Geniedijk Haarlemmermeer en de dijk langs de A325 (NIjmegen-Arnhem) die een onderdeel was van de IJssellinie.